# Ipomoea heterodoxa
Ipomoea heterodoxa är en vindeväxtart som beskrevs av Standley och Steyerm. Ipomoea heterodoxa ingår i släktet praktvindor, och familjen vindeväxter. Inga underarter finns listade i Catalogue of Life.